# Сашкове авантуре
Сашкове авантуре (укр. Моя країна — Україна) је украјинска анимирана серија. У Србији се  синхронизована на српски језик приказивала на РТВ 2, између серија У канцеларији и Понос Раткајевих. Синхронизацију је радила Радио-телевизија Војводине. Серија има 26 епизода. 

## Радња
Овај народни бајковито-едукативни анимирани цртани серијал долази 'из кухиње' студија Новаторфиљм, настао је уз подршку Државне агенције Украјине за питања филма. Свака од епизода приказује познату или непознату причу из неког украјинског региона. Снимане су приче које су се одиграле у било ком месту Украјине, било да је то село, град или поље, а прича је морала да буде заснована или на артефактима који постоје у музејима, или на легенди која се преносила с колена на колено, или се одиграла недавно, али је утицала на развој области, или да је у питању бајка из те области.